# Kakuk György
Kakuk György András (Debrecen, 1964. június 27. – Budapest, 2017. január 3.) újságíró, jogász, politikus.

## Életpályája
1982 és 1988 között a szegedi József Attila Tudományegyetem Jogtudományi Karának a hallgatója volt. A diploma megszerzése után az Állami Biztosítónál dolgozott. A Fidesz tagjaként részt vett a nemzeti kerekasztal-tárgyalások büntetőjogi albizottságának munkájában. 1989-90-ben a Mai Nap, 1990 és 1992 között a Kurír újságírója volt. 1992-ben a Magyar Televízió Esti Egyenleg, majd Objektív műsorának a munkatársa. Ugyanebben az évben a 168 óra munkatársa a Magyar Rádióban. 1995-ben a Salford Egyetemen folytatott tanulmányokat Manchesterben. 1995 és 1997 között a Rádió, 1997 és 1999 között a TV2 külpolitikai szerkesztője volt. 1999-2000-ben az EBESZ koszovói missziójának a regionális médiaigazgatóként tevékenykedett. 2001-től az ENSZ koszovói missziójának a szóvivője volt, majd a kelet-timori misszió munkatársaként dolgozott.
2014-ben a Demokratikus Koalíció polgármesterjelöltje volt az I. kerületben. A 2014-es európai parlamenti választáson a DK listájának a 4. helyen szerepelt. Tagja volt a párt elnökségének is.
Kakuk György Milica Mancsics Sztojkovics szerb újságíróval 2015. szeptember 1-én Röszkén átvágta a drótakadályt, hogy így fejezze ki szolidaritását az augusztus 24-én megtalált 71 menekült tragikus halála miatt, és humánus bánásmódot követeljen. A rendőrség a politikust Szegedre szállította, majd elengedte és szabálysértési eljárást indított ellene.
2017. január 3-án szívinfarktusban hunyt el egy budai bevásárlóközpontban.